# Grimstad
Grimstad – norweskie miasto i gmina leżąca w regionie Agder.
Grimstad jest 276. norweską gminą pod względem powierzchni.

## Demografia
Według danych z roku 2005 gminę zamieszkuje 18 885 osób. Gęstość zaludnienia wynosi 62,15 os./km². Pod względem zaludnienia Grimstad zajmuje 49. miejsce wśród norweskich gmin.
| ludność stan na 1 stycznia 2005 |         |           |        |
|                                 | kobiety | mężczyźni | razem  |
| osób                            | 9336    | 9549      | 18 885 |
| %                               | 49,44%  | 50,56%    | 100%   |

| wykształcenie stan na 1 października 2004 |            |         |        |          |
|                                           | podstawowe | średnie | wyższe | nieznane |
| osób                                      | 2267       | 8504    | 3413   | 361      |
| %                                         | 15,59%     | 58,47%  | 23,47% | 2,48%    |

## Edukacja
Według danych z 1 października 2004:
- liczba szkół podstawowych (norw. grunnskoler): 12
- liczba uczniów szkół podst.: 2797

## Władze gminy
Od sierpnia 2021 administratorem gminy (norw. rådmann, także kommunedirektør) jest Magnus Mathisen, natomiast od 2019 burmistrzem (norw. ordfører, daw. borgermester) jest Beate Skretting (H).

## Sport
- Amazon Grimstad FK - klub piłkarski kobiet
- Fotballklubben Jerv Grimstad - klub piłki nożnej mężczyzn